# Каскетная квакша
Каскетная квакша (лат. Nyctimantis siemersi) — вид бесхвостых земноводных из семейства квакш. Буквально значение названия рода — аргентинская квакша.

## Описание
Имеет светло-зелёную окраску с неравномерными тёмными полосами. На лапах имеются красные пятна. Пальцы лап заканчиваются присосками.

## Ареал
Встречается на севере Аргентины, в Парагвае и Уругвае.

## Образ жизни
Встречается в зарослях колючих кустарников, болотах и дельтах рек.